# Кубів Степан Іванович
Степа́н Іва́нович Ку́бів (нар. 19 березня 1962, с. Мшанець, Зборівський район, Тернопільська область) — український політик та громадський діяч, комендант Штабу національного спротиву під час Революції Гідності, Перший віце-прем'єр-міністр України та міністр економічного розвитку і торгівлі України з 14 квітня 2016 року.
Раніше Голова Національного банку України (24 лютого — 19 червня 2014), народний депутат України 7-го, 8-го скликання (2012 —2016), Представник Президента України у Парламенті (2015 —2016), голова Всеукраїнського товариства «Меморіал» ім. Василя Стуса, кандидат економічних наук.

## Ранні роки
Народився 19 березня 1962 с. Мшанець, Зборівський район (нині Тернопільський район), Тернопільська область. Навчався у Мшанецькій сільській школі. Між уроками любив грати у футбол з однокласниками, навіть під час дощу. Через це учні інколи приходили на уроки вимазані і «тоді завжди отримували багато зауважень від вчительки» Попри радянські заборони у школі дотримувалися народних традицій та на Різдво і Великдень приходили до школи у вишиванках.

## Освіта
У 1984 закінчив математичний факультет Львівського державного університету імені Івана Франка.
У 2002 здобув другу вищу освіту зі спеціальності «економіка та менеджмент» у Національному університеті «Львівська політехніка».
У 2006 здобув науковий ступінь кандидата економічних наук зі спеціальності «Економіка, організація і управління підприємствами».

## Кар'єра

### Кар'єра і політична діяльність в УРСР
На п'ятому курсі почав працювати лаборантом науково-дослідного сектору, пізніше лаборантом кафедри вищої математики.
1984—1990 рр. - член Комуністичної партії Радянського Союзу, секретар обласного комітету комсомолу Львівського Державного Університету, завідуючий організаційним відділом, завідуючий відділом наукової та студентської молоді обласного комітету комсомолу, секретар координаційної ради науково-технічної творчої молоді, член творчості вченої ради Львівського Державного Університету, заступник голови координаційної ради при Львівському обласнному виконавчому комітетіт з питань науково-технічної молоді, член ревізійної комісії Центрального Комітету Ленінської Комуністичної Спілки Молоді України.
З 1988 по 1991 рік працював завідувачем відділу роботи з молоддю, пізніше секретарем обласної координаційної ради Науково-технічної творчої молоді, член Вченої ради Львівського національного університету ім.І.Франка, заступник голови координаційної ради при Львівському обласному виконкомі з питань науково-технічної творчості молоді. Пізніше перевівся У Львівський обласний штаб студентських загонів, завідувач сектору інформації;

### Кар'єра і політична діяльність в Україні
З 1991 по 1994 рік працював у Львівському обласному молодіжному науково-економічному об'єднанні «Студентський Львів», пізніше заступник директора по науково-технічній творчості та нових формах господарювання, пізніше директор.
Кандидат економічних наук (2006), доцент кафедри маркетингу та логістики Університету «Львівська політехніка» з 2008. Автор близько 50 праць з економіки, маркетингу, банківської справи та екології, зокрема: «Оцінка комерційного банку в концепції досконалої привабливості», «Особливості використання прямого та інтерактивного маркетингу в Україні», «Управління диференціацією банківських послуг»

#### Робота у банківському секторі
У 1994 році розпочав роботу в АТ «Західно-Український Комерційний банк» спеціалістом планово-економічного відділу, пізніше начальник відділу планування та звітності Управління координації діяльності філіалів, пізніше начальник Управління планування і фінансів, заступник Голови правління.
За час роботи Степана Кубіва на посаді Голови «Кредобанку» статутний капітал банку зріс, підвищилися позиції у міжнародних рейтингах, розширилася співпраця з іноземними партнерами.
У 2002 році Національний банк України зарахував «Кредобанк» до групи «великих банків» . Цього ж року банк отримав асоційоване членство у міжнародній платіжній системі Visa та вдруге став переможцем регіонального конкурсу «Інвестор року-2001».
Після трансформації банку спочатку у ВАТ «Кредит-банк», а потім у ВАТ «Кредобанк» призначений Головою правління банку.
З 2010 по 2012  роки — член наглядової ради банку «Львів»

#### Діяльність у Львівській обласні раді
2006—2010 роки — депутат Львівської обласної ради, член фракції «Наша Україна».
У жовтні 2010 року балотувався на посаду мера міста Львова. Посів п'яте місце, отримавши більше 14 тисяч голосів.
2010—2012 роки — депутат Львівської обласної ради, заступник голови бюджетної комісії, голова фракції «Фронт Змін».

#### Діяльність у Верховній Раді України
У жовтні 2012 року обраний народним депутатом України від ВО «Батьківщина» під № 23.
Очолював обласний передвиборчий штаб, входив до Політради партії.
У Верховній Раді України 7 скликання обіймав посаду заступника Голови Комітету з питань фінансів і банківської діяльності, ініціював понад 18 законопроєктів щодо ліцензування господарської діяльності, державно-приватного партнерства, а також низку законопроєктів банківської сфери.
Співголова міжфракційного депутатського об'єднання у Верховній Раді України 7 скликання «Львівщина».

#### Під часРеволюції Гідності

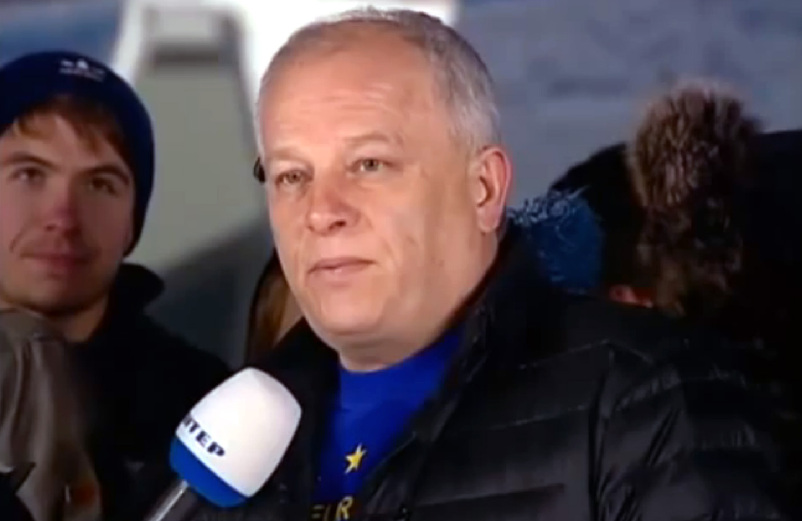
Степан Кубів в ефiрi «Інтеру», присвяченому Першій річниці Євромайдану

Під час масових антиурядових виступів в Україні 2013—2014 Степан Кубів був комендантом Будинку профспілок у в Києві.

#### ГоловаНаціонального банку України
24 лютого 2014 року призначений на посаду Голови Національного банку України

##### Заходи стабілізації банківської системи в кризових умовах
Степан Кубів перебуваючи на посаді голови НБУ ініціював зміни до законодавства з метою стабілізації роботи банківської системи України.
Внаслідок штучної підтримки курсу гривні у попередні роки, в економіці України утворились макроекономічні дисбаланси[джерело?]. У 2014 році Радою НБУ було прийнято рішення про перехід до політики інфляційного таргетування, що зумовило відмову від фіксованого валютного курсу. Відтоді офіційний курс гривні до долара США визначається як середньозважений курс продавців і покупців, що склався протягом поточного дня на міжбанківському валютному ринку України.

##### Критика
Негативним чинником для населення стало падіння офіційного курсу гривні. З лютого до червня 2014 року офіційний курс гривні змінився з 8,93 до 11,84 грн. за 1 долар США.

#### Представник Президента у Парламенті
З 27 листопада 2014 року народний депутат України від Блоку Петра Порошенка під № 59
.
Представник Президента України у Верховній Раді України 8 скликання.

#### Діяльність у Кабінеті Міністрів України
14 квітня 2016 року Верховна Рада України призначила новий склад Кабінету Міністрів України, у складі якого Степан Кубів обійняв посаду Першого віце-прем'єр-міністра — міністра економічного розвитку України.

## Сім'я
Одружений, має дві доньки і двох онуків. Степан та Світлана Кубіви є власниками низки нерухомості у Львові, Києві, Східниці, Пустомитах та Зимній Воді.   

## Благодійність та меценатська діяльність
З 9 серпня 2014 — голова Українського добровільного культурно-просвітницького правозахисного благодійного товариства «Меморіал» імені Василя Стуса.
Член ради Торгово-промислової палати України.
Член наглядової ради Львівського національного університету імені Івана Франка та Національного університету «Львівська Політехніка».
Співзасновник Громадської організації «Мистецький фонд імені Короля Данила».
Член Ротарі-клубу «Львів».
Ініціатор видання «Майдан. Революція гідності, 2013-2014» — фотолітопису у трьох блоках.

## Відзнаки
Державні нагороди
16 лютого 2005 - нагороджений орденом «За заслуги» 3-го ступеня за вагомий особистий внесок у захист демократії, єдності, соборності і незалежності України, відстоювання ідеалів свободи і прав людини, активну громадянську позицію.
2006 — Державна нагорода Польщі «Золотий Хрест Заслуги» від Президента Республіки Польща Лєха Качинського — за особливо вагомий внесок у розвиток міжнародного співробітництва і добросусідства, за особливо зразкову працю, жертовну громадську роботу і благодійну діяльність.
2007 — Почесна грамота Верховної Ради України — за вагомий особистий внесок у становлення української державності.
4 травня 2019 року  - нагороджений орденом «За заслуги» ІІ ступеня за значний особистий внесок у державне будівництво, соціально-економічний, культурно-освітній розвиток України, вагомі трудові здобутки та високий професіоналізм.
Інші відзнаки
2001 — подяка та золота медаль імені Короля Данила Галицького.
2001 — Почесне звання «Народний посол України».
2005 — Грамота Верховної Ради України за вагомий внесок у становлення національної банківської системи, залучення банківських іноземних інвестицій та розвитку національної системи масових електронних платежів.
2006 — Орден Святого Миколая Чудотворця за відродження духовності в Україні від УПЦ КП.
У 2007 за рейтингом ТОП-100, який укладають видавництво «Економіка», редакції газет «Діло» та «Інвестгазета», у номінації «Найкращі топ-менеджери України» у розділі «Банківський сектор» голова правління ВАТ «КРЕДОБАНК» Степан Кубів посів сьоме місце.
2008 — Грамота Верховного Архієпископа Києво-Галицького Любомира Гузара за допомогу у будівництві Патріаршого Собору у Києві.
2008 — Грамота Архієпископа Львівського Ігоря (Возьняка) за розбудову храму Вознесіння Господнього у Львові.
29 липня 2013 — Грамота Верховного Архиєпископа Києво-Галицького Святослава Шевчука за виготовлення дзвонів відпустового Марійського Центру Василіянського Монастиря Преображення Господнього на Ясній Горі в Гошові.

## Цікаві факти
Підпис Степана Кубіва присутній на банкнотах номіналом 50, 100, 200 та 500 гривень (2014).

### Декларація
- Е-декларація [Архівовано 23 лютого 2019 у Wayback Machine.]